# Alasmidonta atropurpurea
Alasmidonta atropurpurea är en musselart som först beskrevs av Rafinesque 1831.  Alasmidonta atropurpurea ingår i släktet Alasmidonta och familjen målarmusslor. IUCN kategoriserar arten globalt som starkt hotad. Inga underarter finns listade i Catalogue of Life.